# Pietro di ser Mino da Montevarchi
Pietro di ser Mino da Montevarchi (Montevarchi, ... – Firenze, 18 luglio 1425) è stato un giurista e religioso italiano.

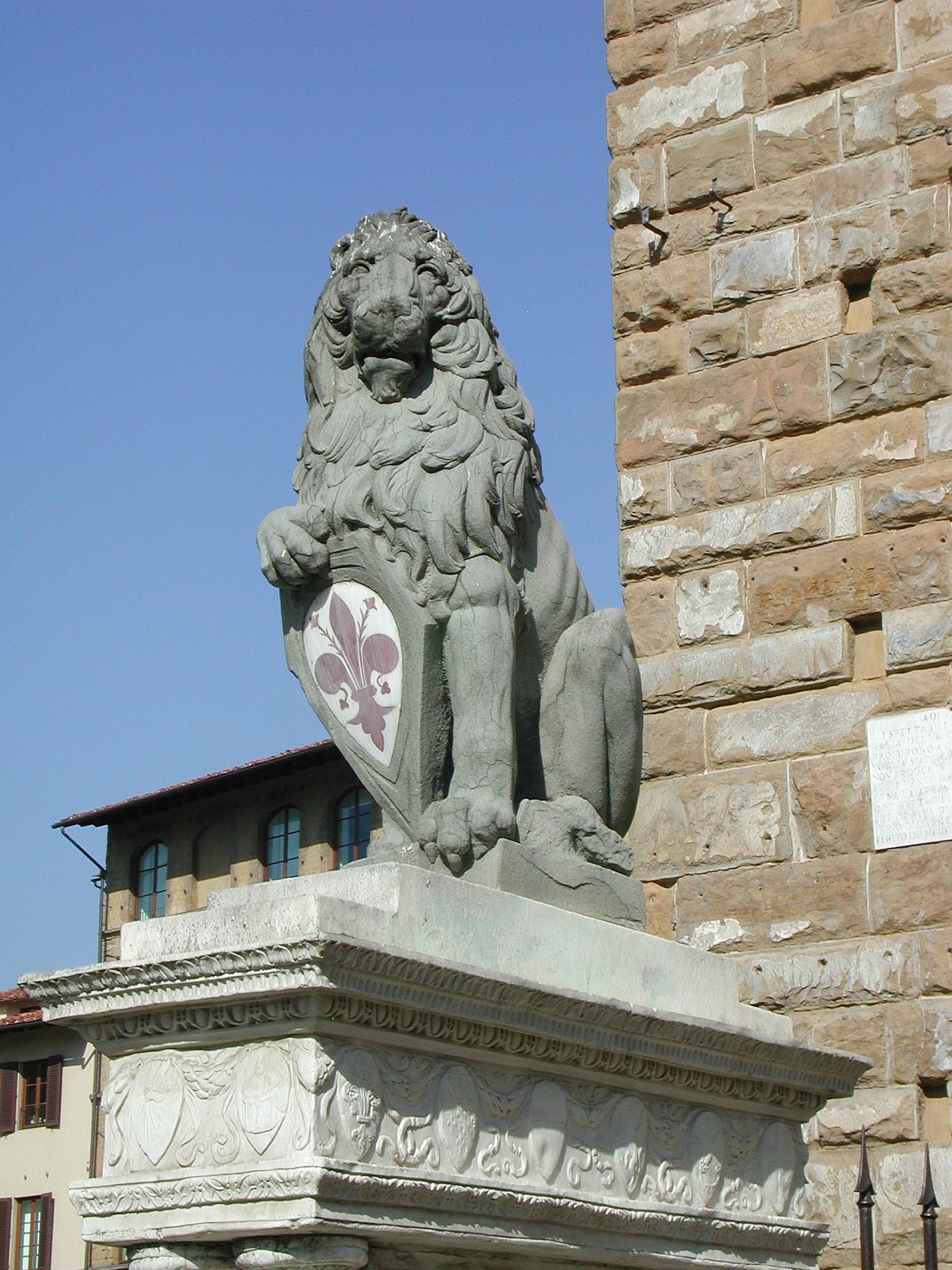
Il Marzocco, nella versione di Donatello, simbolo della Repubblica Fiorentina

Il suo nome, spesso, è stato volgarizzato in Piero o Fiero però lui, in latino, si firmava Petrus pertanto il suo vero nome era Pietro. Persino il suo patronimico, ad un certo punto, è stato storpiato in Sermini ma lui, molto più semplicemente, era figlio del signor Mino di Montevarchi.
Fu allievo di Coluccio Salutati e a lui molto legato, tanto da essere rappresentato tra i suoi interlocutori nel secondo libro dei Dialoghi ad Petrum Paulum Histrum di Leonardo Bruni. Quando poi Salutati morì, la sua carica di cancelliere della Repubblica di Firenze passò al co-cancelliere Benedetto Fortini ma dopo sette mesi morì anche questi e quindi Pietro fu il naturale successore di entrambi. Pietro doveva essere un uomo e un giurista fuori dall'ordinario se, indipendentemente dalle simpatie di Salutati, i fiorentini permisero, in via del tutto eccezionale, che una delle cariche più ambite del cursus honorum della repubblica venisse assegnata ad uno del contado. Pietro rimase cancelliere della repubblica fino al 1410.
Poi, tutto ad un tratto, lasciò la cancelleria a Leonardo Bruni di Arezzo, rinunciò alla carriera politica e si trasferì nel convento del Paradiso dove vestì l'abito dell'ordine di Santa Brigida. Ma non fu una conversione improvvisa perché già dal 1407 frequentava e a tratti viveva con i religiosi e il 21 febbraio del 1409 aveva fatto dono all'ordine di tutti i suoi beni. Infatti Pietro aveva contratto un morbo sconosciuto che lo stava portando rapidamente alla morte. Tuttavia l'anno dopo, nel 1411, dopo aver avuto una visione demoniaca seguita ad un'epifania della santa, guarì miracolosamente e divenne persino priore del monastero.

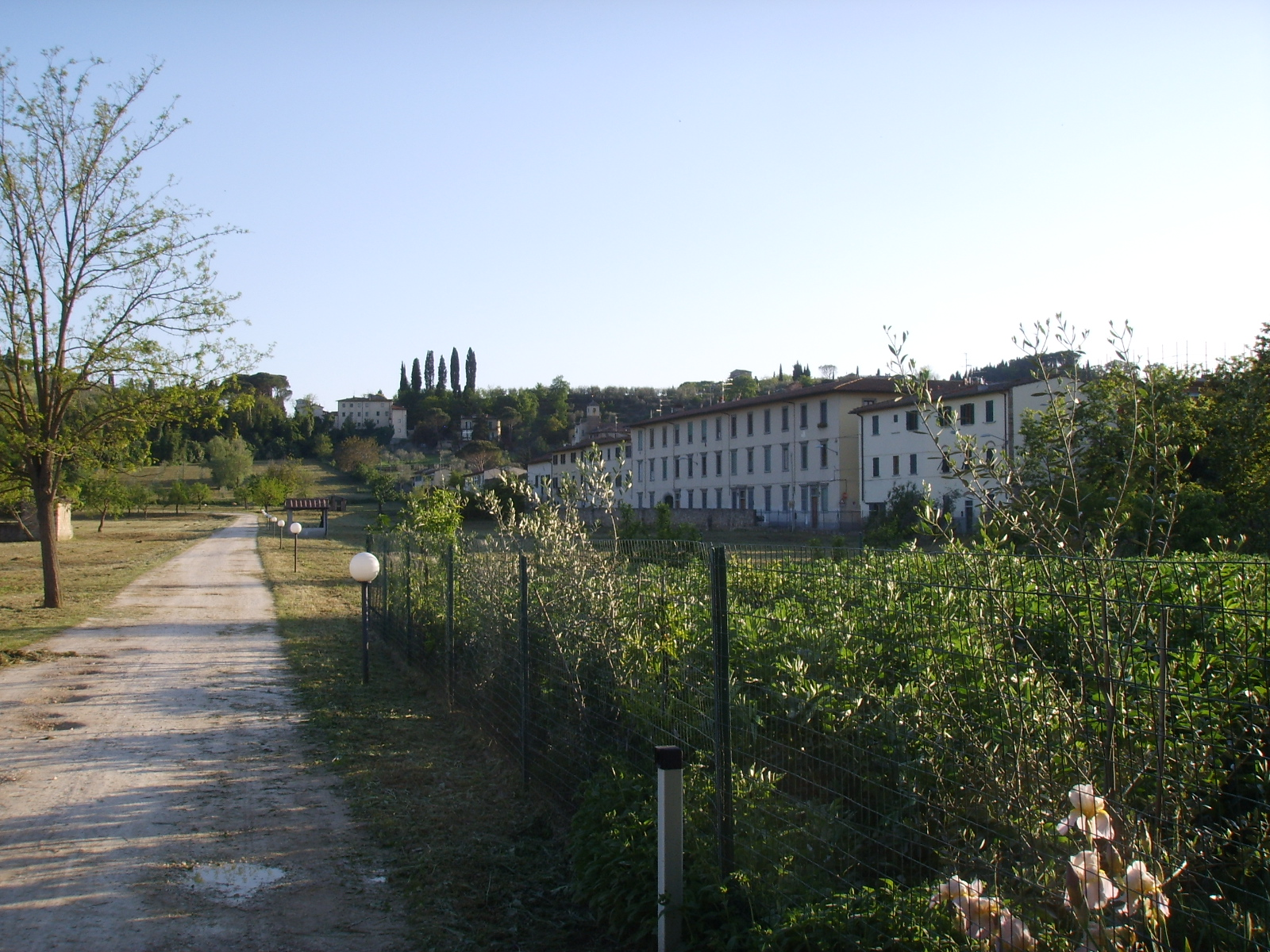
Il Monastero di Santa Brigida al Paradiso

Vero che sia, con la conversione religiosa non vennero meno le sue doti politiche e diplomatiche tanto che, nel 1412, si trovò implicato, in veste di negoziatore, nel tentare di sbrogliare le vicende della fase finale dello Scisma d'Occidente. Capito l'andazzo, se ne chiamò però presto fuori:«A dì primo di gennaio 1412 partì da Firenze, e per commissione di Luigi da Prato, che a quel tempo governava papa Ioanni XXIII, andai ad Arimino, dov'era papa Gregorio XII, per cercare accordo (per mezanità di Fra loanni Dominici allora Cardinale di Raugia, e del signor Carlo Malatesti, in cui iurisdizione era detto papa Gregorio) tra detto papa Gregorio e papa Ioanni; come per lettere missive, apparirà le copie di sotto: che tutto venia a perfezione, se non fossi Luigi da Prato predetto: che quando vide la cosa per conchiudersi, per astio, e per volere esser egli quelli che facesse il tutto, fu cagione di rompere tutto questo bene. E volendo io andare a Roma per le dette conclusioni, come eravamo rimasi d'accordo, il detto Luigi non volle. Anche mi fe' sentiré come egli venia a Bologna di corto, e passerebbe per da Firenze, dove s'accozerebbe meco per dare spaccio a tutto, ec. Dipoi passò, e, sanza farmelo a sapere, se n'andò a Bologna; e di là mandò, ch'io v'andassi per trattare là tutto: al quale io feci risposta, non vi volere andare; né di ciò più travagliarmi. E questo feci per sdegno, parendomi d'esser menato da lui per lo naso. Et anche perché in Bologna erano molti nostri rubelli e inimici; e non volevo che quella fosse una trappola. Et anche perché io avevo sentito, il detto Luigi avea fatto sentire al re Ladislao tutto questo trattato e ragionamento. E tutto pur affine che fusse cagione di guastare a Rimino, e altrove, ciò che s'ordinava. II perché, tutto raccolto, diliberai non me ne impacciare più. Che molto se ne dolse poi meco il detto Papa in Sant'Antonio, fuor della porta a San Gallo, di giugno nel 1413: e vollemi rimandare ad Arimino, per ripigliare questo ragionamento: al quale tutto dinegai.»